# Severin Zotter

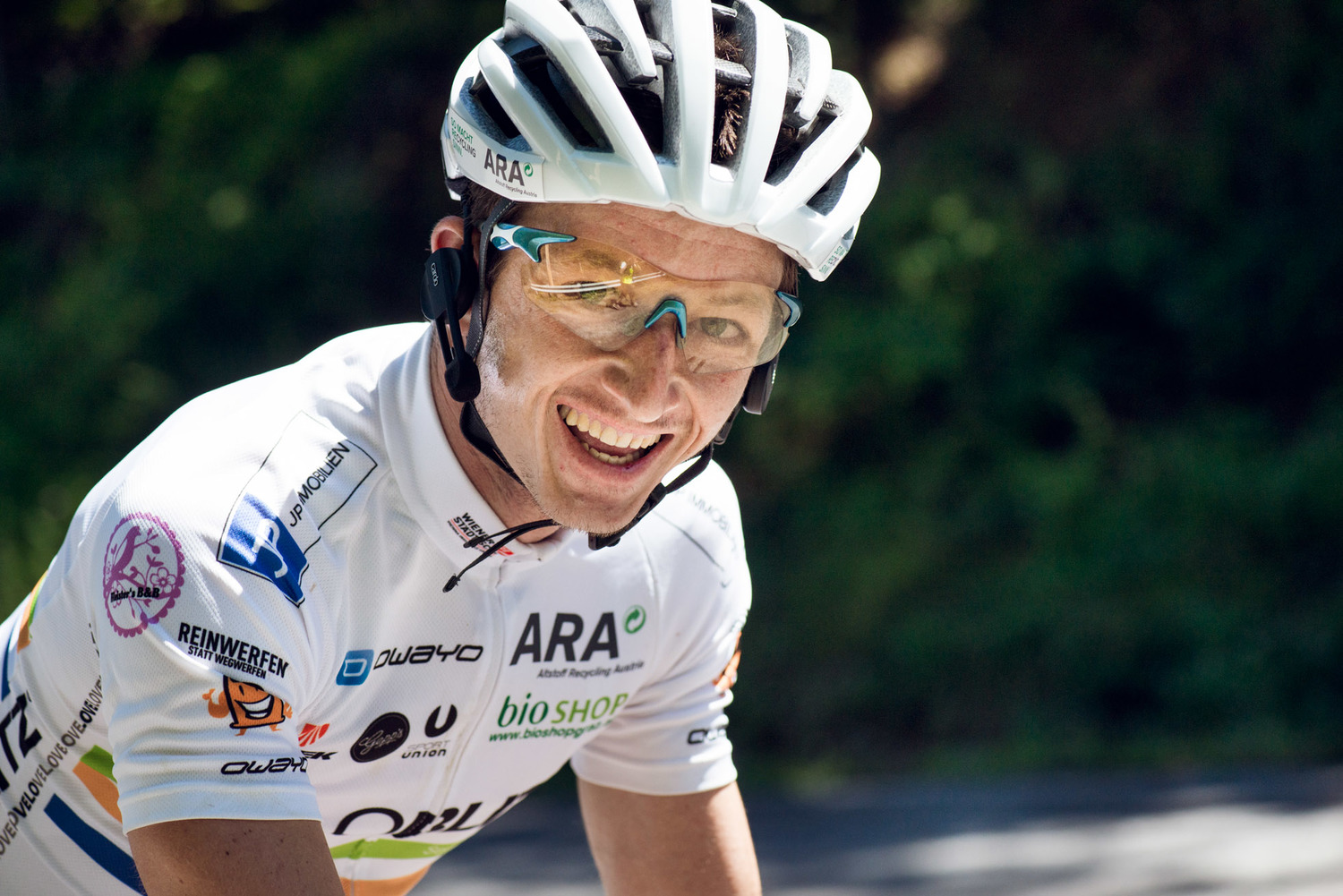
Severin Zotter auf dem Fahrrad beim Race Across America 2015

Severin „Sevi“ Zotter (* 5. Jänner 1982 in Graz, Österreich) ist ein in Graz lebender Sozialarbeiter und Extremsportler insbesondere am Rennrad auf Langstrecke.

## Karriere
Bevor er als Sozialarbeiter im Drogenstreetwork zu arbeiten begann, fuhr Severin Zotter regelmäßig als Fahrradbote.
Severin Zotter wiegt bei 171 cm Größe 62 kg und fährt für den Verein URC Veloblitz. Sein Spitzname in Anlehnung an seine sportliche Leistungen ist „Wundertroll“.
Erste Erfolge am Rad bei Langstreckenrennen stellten sich 2002 ein.
Sein bisher größter Erfolg ist der Sieg im Race Across America 2015, bei seinem ersten Antreten. Im Zuge dessen gab es gemeinsam mit der Caritas eine Wohltätigkeitsaktion, welche rund 30.000 Euro an Spenden einbrachte.

## Erfolge
2016
- 1. Platz Zweierbewerb (mit Lukas Kienreich) – Race Around Austria[6]

2015
- 1. Platz Race Across America[7]
- Rekord-Verbesserung Österreich Süd-Nord-Durchquerung[8]

2014
- 1. Platz Tortour[9]

2012
- 1. Platz Glocknerman[10]